# Малахово (Вікуловський район)
Мала́хово (рос. Малахово) — село у складі Вікуловського району Тюменської області, Росія.
Населення — 158 осіб (2010, 214 у 2002).
Національний склад станом на 2002 рік:
- росіяни — 87 %